# Улица Твардовского (Москва)
У́лица Твардо́вского — улица, расположенная в Северо-Западном административном округе города Москвы на территории района Строгино.

## История
Улица получила своё название 6 августа 1979 года в память о поэте Александре Трифоновиче Твардовском (1910—1971).

## Расположение
Улица Твардовского проходит от кругового перекрёстка с улицей Кулакова, Таллинской улицей и улицей Маршала Воробьёва (проектируемым проездом № 120) на юго-восток, поворачивает на юг, затем на восток, проходит до примыкающего с востока Туркменского проезда, поворачивает на северо-восток, затем на северо-запад и проходит до Таллинской улицы. Нумерация домов начинается от улицы Кулакова.

## Примечательные здания и сооружения
По нечётной стороне:
По чётной стороне:
- д. 6, стр. 5 — Краснопресненское трамвайное депо

## Транспорт

### Автобус
- 137 (Троице-Лыково — Станция метро «Щукинская»),
- 640 (Станция метро «Тушинская» — Станция метро «Щукинская»),
- 652 (13-й микрорайон Строгино — 3-й микрорайон Строгино),
- 743 (Таллинская улица — Мякинино),
- 782 (2-я Лыковская улица — Таллинская улица).

### Метро
- Станция метро «Строгино» Арбатско-Покровской линии — севернее улицы, на Строгинском бульваре

### Остановки наземного городского пассажирского транспорта
- «13-й микрорайон Строгина» — Автобусы №: 640, 652, 743, 782.
- «Улица Твардовского, 3» — Автобусы №: 640, 652, 743, 782.
- «ОВД Строгино» — Автобусы №: 640, 652, 743, 782.
- «Улица Твардовского, 21» — Автобусы №: 640, 652, 743, 782.
- «Улица Твардовского» — Автобусы №: 137, 640, 652, 743, 782.
- «Стоматологическая поликлиника» — Автобусы №: 137, 640, 652, 743, 782.